# Papà, mammà, la cameriera ed io...
Papà, mammà, la cameriera ed io... (Papa, maman, la bonne et moi...) è un film del 1954 diretto da Jean-Paul Le Chanois.
Ha avuto un seguito: Papà, mammà, mia moglie ed io del 1955.

## Trama
Da tanti anni la famiglia Langlois abitava a Montmartre, in una tranquilla palazzina abitata dai più diversi soggetti. Fernando, il severo capofamiglia docente di biologia in un istituto femminile; Gabriella, sua moglie, traduttrice di romanzi gialli con la passione per la recitazione; Roberto, loro figlio, sfaticato praticante nello studio di un avvocato, e Maria Luisa, la sognante cameriera in perenne attesa del principe azzurro.

Una scena del film

Il 24 dicembre non era una vigilia di Natale come tante altre; Maria Luisa lasciava dopo tanto tempo i Langlois certa di aver finalmente trovato l'amore e Roberto veniva licenziato per scarso impegno. Di ritorno verso casa incontra Caterina e la piccola Silvia, che senza saperlo abitava nello stesso palazzo con un affitto altamente sconveniente.
Mentre le cameriere passavano, e l'amore tra Roberto e Caterina sbocciava di nascosto dai genitori, gli stessi Langlois assumevano come nuova cameriera proprio Caterina. Ben presto tutta la famiglia Langlois ne era conquistata, anche il severo Fernando, a tal punto che nascondeva un piccolo e innocente innamoramento verso di lei, culminato con la rivelazione del legame tra lei e il figlio Roberto, futuri sposi, e la conoscenza della piccola Silvia.

## Produzione
Le riprese iniziarono il 24 maggio e finirono il 15 luglio 1954.

## Accoglienza
Uscito al Gaumont-Palace, cinema parigino oggi non più esistente, che aveva una capienza di 5000 posti, è uno dei più grandi successi francesi del 1954, con i suoi 76.822 spettatori la prima settimana, arricchito anche dalla presenza di Louis de Funès nella gag del distruttore di un grosso armadio che avrebbe dovuto essere semplicemente spostato da una stanza all'altra attraverso un passaggio troppo stretto. Il titolo è ripreso dalla canzone di successo Papa, maman, la bonne et moi..., cantata dallo stesso Robert Lamoureux, l'attore protagonista del film.

## Critica
(Mario Gromo su La Stampa dell'8 marzo 1956)